# Limosins
Limosins (en francès Limousis) és un municipi de França de la regió d'Occitània, al departament de l'Aude.